# Kurt Wagner (Germanist)

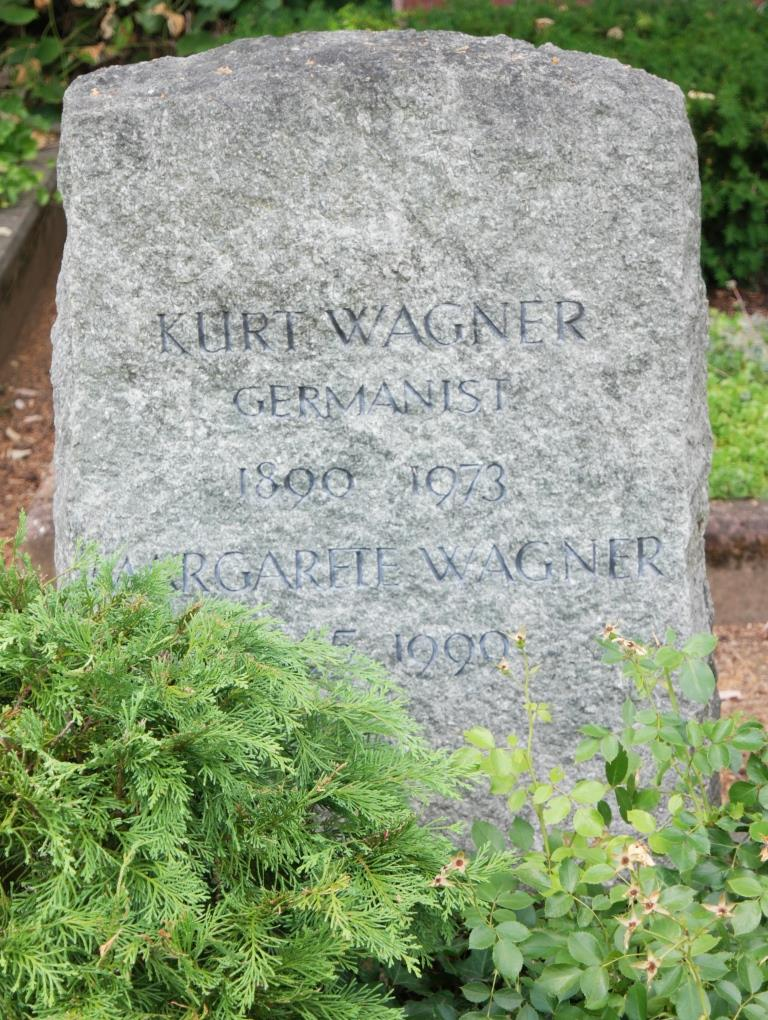
Grab von Kurt Wagner auf dem Hauptfriedhof Mainz

Kurt Fritz Konrad Wagner (* 21. Dezember 1890 in Schweidnitz; † 17. September 1973 in Mainz) war ein deutscher Germanist und Volkskundler.

## Leben
Kurt Wagner, Sohn des Oberpostsekretärs August Wagner und der Marie, geborene Wabnitz, Abiturient am Gymnasium Schweidnitz, studierte Germanistik an der Universität Breslau, das er dort 1916 mit der Promotion zum Dr. phil. abschloss. Anschließend fungierte er von 1919 bis 1927 als Assistent und Mitarbeiter am Deutschen Sprachatlas, habilitierte sich 1920 als Privatdozent für Germanistik an der Philipps-Universität Marburg und wurde dort 1926 außerordentlicher Professor.
Nach der Machtübergabe an die Nationalsozialisten wurde Kurt Wagner 1933 Mitglied des Kampfbundes für Deutsche Kultur, des NS-Lehrerbundes sowie der SA. Der NSDAP trat er 1937 bei (Mitgliedsnummer 4.375.190). Im November 1933 unterzeichnete er das Bekenntnis der deutschen Professoren zu Adolf Hitler.
Wagner wechselte aus Marburg 1934 an die Martin-Luther-Universität Halle-Wittenberg, wo er als Dozent tätig war, von dort 1935 als Professor an der Hochschule für Lehrerbildung in Weilburg und 1936 an die Justus-Liebig-Universität Gießen, wo er 1939 zum außerplanmäßigen Professor ernannt wurde. 1946 folgte er einem Ruf auf den Lehrstuhl für deutsche Philologie und Volkskunde an die Johannes Gutenberg-Universität Mainz, den er bis zu seiner Emeritierung 1958 innehatte. 
Wagner befasste sich insbesondere mit Phonetik, Mundart sowie volkskundlichen Fragen.

## Schriften
- Schlesiens mundartliche Dichtung von Holtei bis auf die Gegenwart, Dissertation, Marcus, Breslau, 1916
- Goethes Faust: Zur ersten Einführung in das Verständnis der Dichtung, Velhagen & Klasing, Bielefeld, 1926
- Mit Arthur Haberlandt: Die deutsche Volkskunde: Eine Grundlegung nach Geschichte und Methode im Rahmen der Geisteswissenschaften, Niemeyer, Halle, 1935
- Aberglaube, Volksglaube und Erfahrung, Niemeyer, Halle, 1941
- Die Gliederung der deutschen Mundarten. Begriffe und Grundsätze (= Abhandlungen der Akademie der Wissenschaften und der Literatur. Geistes- und sozialwissenschaftliche Klasse. Jahrgang 1954, Band 12).
- Stimme des Dichters, Verlag der Wissenschaften und der Literatur Wiesbaden: Steiner in Komm., Mainz, 1958
- Echte und unechte Ortsnamen (= Abhandlungen der Akademie der Wissenschaften und der Literatur. Geistes- und sozialwissenschaftliche Klasse. Jahrgang 1967, Band 3).
- Deutsche Sprachlandschaften. In: Band 23 von Deutsche Dialektgeographie, Neuauflage, Sandig, 1974 ISBN 3500291708.